# Andris Reinholds
Andris Reinholds (* 7. Juni 1971 in Riga) ist ein ehemaliger lettischer Ruderer.
Reinholds wurde insgesamt zwölfmal lettischer Meister. Seine beste Platzierung bei Weltmeisterschaften war Platz sieben im Einer bei den Weltmeisterschaften 1997. 1996 nahm er an den Olympischen Spielen in Atlanta teil und erreichte im Doppelzweier mit Uģis Lasmanis den neunten Platz. Vier Jahre später startete er bei den Olympischen Spielen in Sydney im Einer und kam auf den achten Platz. Allerdings wurde er bei der Dopingkontrolle positiv auf Nandrolon getestet, disqualifiziert und lebenslang gesperrt.